# Фінал кубка африканських націй 2017
Фінал кубка африканських націй 2017 — останній матч на кубку африканських націй 2017 року, який відбувся 5 лютого 2017 року на стадіоні «Стад д'Онгонджи» у Лібревілі (Габон) між збірними Єгипту і Камеруну. 
Камерун виграв матч 2:1 і отримав право представляти КАФ на чемпіонаті на Кубку конфедерацій ФІФА 2017 року.

## Передісторія
Єгипет проводив свій 9-ий фінал кубка африканських націй. Вони раніше виграли сім фіналів (1957, 1959, 1986, 1998, 2006, 2008, 2010) і програли лише один у 1962 році проти Ефіопії. Камерун проводив свій 7-й фінал. До того вони виграли 4 вирішальні матчі (1984, 1988, 2000, 2002) і програли 2 (1986, 2008). Між собою Єгипет і Камерун зустрічалися в двох фіналах Кубка африканських націй до цього (в 1986 і 2008 роках). Єгипет виграв обидва цих фінали.
Перед матчем Єгипет був на 35 місці в рейтингу ФІФА (3-тє серед африканських країн), в той час як Камерун був 62-им (12-те серед африканських країн).

## Шлях до фіналу
| Поз | Команда | І | О |
| --- | ------- | - | - |
| 1   | Єгипет  | 3 | 7 |
| 2   | Гана    | 3 | 6 |
| 3   | Малі    | 3 | 2 |
| 4   | Уганда  | 3 | 1 |

| Поз | Команда      | І | О |
| --- | ------------ | - | - |
| 1   | Буркіна-Фасо | 3 | 5 |
| 2   | Камерун      | 3 | 5 |
| 3   | Габон (H)    | 3 | 3 |
| 4   | Гвінея-Бісау | 3 | 1 |

## Деталі матчу
| 5 лютого 2017 20:00 |

| Єгипет       | 1 – 2 | Камерун                 |
| ------------ | ----- | ----------------------- |
| Ель-Нені 81' | CAF   | Н'Кулу 81' Абубакар 88' |

| Стад д'Онгонджі, Лібревіль Глядачів: 38 250 Арбітр: Джанні Сіказве |

| Єгипет | Камерун |

| GK          | 1  | Ессам Ель-Хадарі () |       |     |
| RB          | 3  | Ахмед Ель-Мохаммаді |       |     |
| CB          | 6  | Ахмед Хегазі        |       |     |
| CB          | 2  | Алі Габр            |       |     |
| LB          | 7  | Ахмед Фатхі         |       |     |
| CM          | 8  | Тарек Хамед         |       |     |
| CM          | 17 | Мохаммед Ель-Нені   |       |     |
| RW          | 10 | Мохамед Салах       |       |     |
| AM          | 19 | Абдалла Саїд        |       |     |
| LW          | 21 | Трезеге             |       | 66' |
| CF          | 22 | Амр Варда           |       |     |
| Заміни:     |    |                     |       |     |
| MF          | 14 | Рамадан Собхі       | 90+2' | 66' |
| Тренер:     |    |                     |       |     |
| Ектор Купер |    |                     |       |     |

| GK        | 1  | Фабріс Ондоа           |       |       |
| RB        | 19 | Коллінс Фаї            | 90+1' |       |
| CB        | 5  | Мішаель Нгадеу-Нгаджуї |       |       |
| CB        | 4  | Адольф Тейку           |       | 31'   |
| LB        | 6  | Амбруаз Ойонго         |       |       |
| CM        | 15 | Себастьєн Сіані        |       |       |
| CM        | 17 | Арно Джум              |       |       |
| AM        | 9  | Жак Зуа                |       | 90+4' |
| RW        | 13 | Кристіан Бассогог      | 90+4' |       |
| LW        | 8  | Бенджамін Муканджо ()  |       |       |
| CF        | 18 | Роберт Ндіп Тамбе      |       | 46'   |
| Заміни:   |    |                        |       |       |
| DF        | 3  | Ніколя Н'Кулу          |       | 31'   |
| FW        | 10 | Венсан Абубакар        | 89'   | 46'   |
| MF        | 14 | Жорж Манджек           |       | 90+4' |
| Тренер:   |    |                        |       |       |
| Уго Броос |    |                        |       |       |

| Гравець матчу: Бенджамін Муканджо (Камерун) Асистенти арбітра: Жерсон Еміліану душ Сантуш (Ангола) Марва Ранге (Кенія) Четвертий арбатр: Деніел Беннет (ПАР) П'ятий арбатр: Захеле Сівела (ПАР) | Регламент - 90 хвилин основного часу. - 30 хвилин додаткового часу за рівного рахунку після основного часу. - Післяматчеві пенальті за рівного рахунку після додаткового часу. - Максимум три заміни протягом матчу. |

### Статистика
| Статистика       | Єгипет | Камерун |
| ---------------- | ------ | ------- |
| Голів            | 1      | 0       |
| Ударів           | 2      | 5       |
| Ударів у площину | 2      | 1       |
| Сейвів           | 1      | 1       |
| Володіння м'ячем | 37%    | 63%     |
| Кутових          | 0      | 1       |
| Фолів            | 7      | 5       |
| Офсайдів         | 0      | 0       |
| Жовтих карток    | 0      | 0       |
| Червоних карток  | 0      | 0       |

| Статистика       | Єгипет | Камерун |
| ---------------- | ------ | ------- |
| Голів            | 0      | 2       |
| Ударів           | 2      | 10      |
| Ударів у площину | 0      | 2       |
| Сейвів           | 0      | 0       |
| Володіння м'ячем | 39%    | 61%     |
| Кутових          | 0      | 5       |
| Фолів            | 4      | 9       |
| Офсайдів         | 1      | 0       |
| Жовтих карток    | 1      | 3       |
| Червоних карток  | 0      | 0       |

| Статистика       | Єгипет | Камерун |
| ---------------- | ------ | ------- |
| Голів            | 1      | 2       |
| Ударів           | 4      | 15      |
| Ударів у площину | 2      | 3       |
| Сейвів           | 1      | 1       |
| Володіння м'ячем | 38%    | 62%     |
| Кутових          | 0      | 6       |
| Фолів            | 11     | 14      |
| Офсайдів         | 1      | 0       |
| Жовтих карток    | 1      | 3       |
| Червоних карток  | 0      | 0       |